# محطة قطار عين النعجة
تقع المحطة على خط الجزائر - وهران ، بين محطتي جسر قسنطينة وبابا علي .

## الوضع في القطارات
محطة عين النعجة هي محطة قطار الجزائرية تقع على أراضي بلدية جسر قسنطينة، في ولاية الجزائر.

## خدمة الركاب

### خدمات
يُخدم محطة عين النعجة على خطوط القطارات من شبكة السكك الحديدية في ضواحي الجزائر التي توفر خطوط الجزائر - إل أفروون وجزائر (محطة الأغا) - زيرالدا.

### مترو الجزائر الخط 1
في عام 2023، ستخدم محطة عين النعجة من خلال الخط 1 من مترو الجزائر على المدى الذي يربط حي عين النعجة إلى باراقي

### المواد ذات الصلة
- خط من الجزائر إلى اوران
- قائمة محطات القطارات في الجزائر
- شبكة السكك الحديدية في ضواحي الجزائر

### الروابط الخارجية
- "ش.و.ن.س.ح". الشركة الوطنية للنقل بالسكك الحديدية. مؤرشف من الأصل في 2025-05-05..